# راشل فرنس
راشل فرنس (انگلیسی: Rachel Furness؛ زادهٔ ۱۹ ژوئن ۱۹۸۸) بازیکن فوتبال اهل بریتانیا است.
وی همچنین در تیم ملی فوتبال Northern Ireland بازی کرده‌است.